# 2360 Volgo-Don
2360 Volgo-Don este un asteroid din centura principală, descoperit pe 2 noiembrie 1975 de Tamara Smirnova.